# Koninklijke West-Indische Maildienst
Koninklijke West-Indische Maildienst (KWIM, auch als Royal West Indian Mail Service bekannt) war eine niederländische Reederei mit Sitz am Kai „De Ruijterkade“ in Amsterdam. Sie betrieb Liniendienst für Passagiere und Fracht zwischen Amsterdam, später auch Rotterdam, und den niederländischen Besitzungen in den Westindischen Inseln und besorgte vertragsgemäß auch den Postverkehr auf diesen Linien.

## Geschichte
Die Reederei wurde 1882 gegründet und nahm 1883 ihren Betrieb von Amsterdam nach Suriname und anderen niederländischen Besitzungen in der Karibik auf. Ab 1888 wurde auch New York angelaufen. 
1912 wurde die KWIM als Tochtergesellschaft von der Koninklijke Nederlandsche Stoomboot Maatschappij (KNSM) übernommen; ihre Schiffe fuhren jedoch weiterhin unter der KWIM-Flagge. Erst 1927 wurde die Reederei liquidiert und vollständig in die KNSM eingegliedert.

## Linien
- 1883 Amsterdam – Paramaribo – Demerara – Trinidad – Curaçao
- 1888 Amsterdam – Suriname – Demerara – Trinidad – Curaçao – Port-au-Prince – New York
- 1905 Paramaribo – New York
- 1912 Niederlande – Barbados – Venezuela – Kolumbien – Colón
- 1913 Niederlande – Barbados – Venezuela –  Curaçao – Kolumbien – Colón
- 1913 Paramaribo – Venezuela – Haïti – New York
- 1920 Curaçao – Maracaibo
- 1920 Curaçao – Dominikanische Republik